# ヒヤヒヤ
ヒヤヒヤ（英: hear, hear）は、人の発言内容に対して賛意を表す際に聴衆が発声する英語由来の表現で、hear him, hear him の短縮形。英語圏でもしばしば here, here と誤記される。
「人の発言を聞け」という当初の命令法としての用法から転じて、オックスフォード英語辞典によるところの「英国議会庶民院における標準賛意表明形式」となる。イントネーションを変えて様々な目的に使われる。
hear, hear からの派生句として a hear, hear（賛意）、to hear-hear（〜と言う）、hear-hearer（同じことをする人）等がある。

## イギリス
英国議会での使用が一般化した背景には、庶民院および貴族院の議場においては、通常（絶対ではないが）拍手やブーイングが禁止されている事実がある。
17世紀後半にhear him, hear him!（謹聴、謹聴！）という表現が議会で使われ始め、18世紀後半までには hear! または hear, hear! に短縮されて用いられた。動詞 hear は欽定訳聖書の中では既に「話を聞け」という意味の命令語として使われていた。

## 日本
1890年に開設された日本の帝国議会でも、議員たちがこうした英国議会の流儀を導入し、発言への賛意として「ヒヤヒヤ」、反対の表明として「ノウノウ」という声を挙げた。たとえば1940年に行われた斎藤隆夫の「反軍演説」の議事録で、発言に対する議場の反応を「（「ヒヤヒヤ」拍手）」と記しているのを見ることができる。